# Stephen McPhee
Stephen McPhee (né le 5 juin 1981 à Glasgow en Écosse) est un joueur de football écossais qui évoluait au poste d'attaquant.

## Biographie
Il joue sept matchs en première division écossaise avec le club de Saint Mirren.
Avec l'équipe de Port Vale, il joue 130 matchs en troisième division anglaise, inscrivant 39 buts. Il marque 25 buts lors de la saison 2003-2004, ce qui fait de lui le meilleur buteur du championnat.
Il joue 31 matchs en première division portugaise avec le club de Beira-Mar, inscrivant cinq buts.
Avec les clubs de Hull City et Blackpool, il dispute 59 matchs en deuxième division anglaise, marquant six buts.

## Palmarès
Port Vale
- Championnat d'Angleterre D3 :
  - Meilleur buteur : 2003-04 (25 buts).